# Quella strana ragazza
Quella strana ragazza (That Girl) è una serie televisiva statunitense  in 137 episodi, trasmessi per la prima volta dalla ABC Television nel corso di 5 stagioni dal 1966 al 1971.

## Trama
La sitcom è incentrata sulle vicende di Ann Marie, un'aspirante attrice che si trasferisce dalla sua provinciale cittadina natale di Brewster, con la preoccupazioni dei suoi genitori Lew ed Helen, nella grande città di New York, in cerca di maggiori fortune. Il tema di fondo rimane infatti, quello dell'emancipazione femminile delle ragazze americane alla fine degli anni sessanta. Per mantenersi, Ann sarà quindi obbligata ad accettare vari lavori insoliti, e conoscerà anche il giovane giornalista Donald Hollinger, destinato a diventare il suo ragazzo, oltre che altri amici quali Bernie Kopell, Ruth Buzzi e Reva Rose.

## Produzione e distribuzione
Tutta la serie, ideata da Bill Persky e Sam Denoff, fu prodotta da Daisy Productions e girata nei Desilu Studios a Culver City e nei General Service Studios, Paramount Studios e Ren-Mar Studios a Los Angeles in California, con alcune scene esterne ripre, ovviamente, a New York City.. L'interprete, Marlo Thomas decise di terminare l'ultima stagione della sitcom, nonostante il discreto successo, verso la fine dell'anno 1970, ma fu convinta di continuare e fare ancora una ultima e quinta stagione. Il finale scelto per la sitcom però, ovvero il quasi ovvio matrimonio con Donald, fu invece bocciato, proprio per dare un messaggio forte sulla incipiente libertà della donna in quegli anni. Per questi motivi, gli anni successivi la Thomas fu testimonial e presa a modello per varie associazioni e sindacati femministi americani.

L'intera serie fu trasmessa negli Stati Uniti dall'8 settembre 1966 al 10 settembre 1971 sulla rete televisiva ABC Broadcasting TV, con la omonima sigla originale cantata da Ron Hickin band, e il testo di Earle Hagen and Sam Denoff.

Alcune delle uscite all'estero invece, furono, ad esempio, in Spagna e Venezuela col titolo Esa chica, in Finlandia col titolo Mikä tyttö!, in Germania Ovest col titolo Süß, aber ein bißchen verrückt). In Italia, la sitcom fu trasmessa dal 1980 al 1985, su varie reti televisive minori locali, con il titolo Quella strana ragazza e l'omonima sigla italiana cantata da Nico Fidenco.

### Registi
Tra i registi, furono accreditati:
- Hal Cooper in 23 episodi (1967-1970)
- John Rich in 19 episodi (1968-1971)
- Richard Kinon in 18 episodi (1968-1971)
- John Erman in 10 episodi (1966-1967)
- Russ Mayberry in 10 episodi (1969-1970)
- Bob Sweeney in 7 episodi (1966)
- James Sheldon in 7 episodi (1967-1969)
- Danny Arnold in 6 episodi (1967-1969)
- Saul Turteltaub in 6 episodi (1969-1971)
- James Frawley in 5 episodi (1967-1968)
- Roger Duchowny in 3 episodi (1971)
- Seymour Robbie in 2 episodi (1966-1967)
- Sidney Miller in 2 episodi (1966)
- Jeffrey Hayden in 2 episodi (1967)
- Ted Bessell in 2 episodi (1969-1970)
- Jay Sandrich in 2 episodi (1969)

### Sceneggiatori
Tra gli sceneggiatori sono accreditati:
- Sam Denoff in 137 episodi (1966-1971)
- Bill Persky in 137 episodi (1966-1971)
- Bernie Orenstein in 26 episodi (1967-1971)
- Saul Turteltaub in 26 episodi (1967-1971)
- Ruth Brooks Flippen in 13 episodi (1967-1969)
- Richard Baer in 11 episodi (1966-1969)
- Peggy Elliott in 8 episodi (1966-1970)
- Ed Scharlach in 8 episodi (1966-1970)
- Alfred Lewis Levitt in 6 episodi (1966-1967)
- Helen Levitt in 6 episodi (1966-1967)
- Stan Cutler in 6 episodi (1968-1969)
- Martin Donovan in 6 episodi (1968-1969)
- Carl Kleinschmitt in 5 episodi (1966-1969)
- Milton Pascal in 5 episodi (1966-1968)
- Arnold Margolin in 5 episodi (1966-1967)
- Jim Parker in 5 episodi (1966-1967)
- Danny Arnold in 5 episodi (1967-1969)
- Arnold Horwitt in 5 episodi (1969-1971)
- Joseph Bonaduce in 4 episodi (1966-1970)
- Rick Mittleman in 4 episodi (1966-1970)
- James L. Brooks in 3 episodi (1966-1967)
- Bruce Howard in 3 episodi (1968-1970)
- Arthur Julian in 3 episodi (1968)
- Warren S. Murray in 3 episodi (1969-1971)
- Sydney Zelinka in 2 episodi (1967-1970)
- Milt Rosen in 2 episodi (1969)

### Musicisti
Tra i musicisti sono accreditati:
- Earle Hagen in 37 episodi (1966-1971)
- Warren Barker in 30 episodi (1968-1969)
- Walter Scharf in 23 episodi (1966-1967)
- Harry Geller in 21 episodi (1966-1967)
- Dominic Frontiere in 14 episodi (1967-1968)
- Luchi De Jesus in 12 episodi (1967-1968)

## Episodi
| Stagione         | Episodi | Prima TV USA |
| ---------------- | ------- | ------------ |
| Prima stagione   | 30      | 1966-1971    |
| Seconda stagione | 30      | 1967-1968    |
| Terza stagione   | 26      | 1968-1969    |
| Quarta stagione  | 26      | 1969-1970    |
| Quinta stagione  | 24      | 1970-1971    |